# Perisphaerus altus
Perisphaerus altus är en kackerlacksart som först beskrevs av Walker, F. 1868.  Perisphaerus altus ingår i släktet Perisphaerus och familjen jättekackerlackor. Inga underarter finns listade i Catalogue of Life.